# Скопцов, Дмитрий Игнатьевич
Дмитрий Игнатьевич Скопцов (24 сентября 1922 — 12 августа 1989) — командир отделения 116-й отдельной гвардейской разведывательной роты (120-я гвардейская стрелковая дивизия, 3-я армия, 1-й Белорусский фронт), гвардии старший сержант.

## Биография
Родился в крестьянской семье в селе Дельная Дубрава Моршанского уезда Тамбовской губернии (в настоящее время Сосновский район Тамбовской области). Окончил 5 классов школы, работал в колхозе.
В октябре 1941 года Ламским райвоенкоматом Тамбовской области был призван в ряды Красной армии. На фронтах Великой Отечественной войны с мая 1943 года.
В бою 11 июня 1943 года за высоту 214 в составе группы автоматчиков действовал по подавлению огневых точек противника. Своим огнём прикрывал действия 3-го взвода, способствуя прорыву в расположение оборонительного рубежа противника. При отступлении противника огнём своего автомата вывел из строя 7 солдат противника. Приказом по 342-й стрелковой дивизии (Брянский фронт) от 15 июня 1943 года за мужество и героизм в боях против немецко-фашистских захватчиков он был награждён медалью «За отвагу».
Командир отделения лыжного батальона гвардии сержант Д. Скопцов в ночь на 9 февраля 1944 года, действуя в составе группы по захвату контрольного пленного в районе посёлка Мадора Гомельской области, первым ворвался в траншею противника и уничтожил автоматным огнём 3-х солдат противника.

21 февраля в том же районе в тылу противника уничтожил расчёт пулемета и нескольких солдат и офицеров. Приказом по 120-й гвардейской стрелковой дивизии от 28 февраля 1944 года он был награждён орденом Славы 3-й степени.
При прорыве укреплений противника на реке Друть в районе деревни Веричев с группой из 8 человек одним из первых ворвался в траншею противника и в завязавшемся бою уничтожил 9 солдат противника, а 4-х взял в плен. Приказом по 3-й армии от 20 июля 1944 года он был награждён орденом Славы 2-й степени.
Гвардии старший сержант Д. Скопцов с отделением в составе десанта на самоходных артиллерийских установках 26 июля 1944 года ворвался в город Белосток.

В ночь на 5 августа 1944 года в составе разведывательной группы первым проник в населённый пункт Ванево (Высокомазовецкий повят, Подляшское воеводство), уничтожил 4 солдат противника, захватил контрольного пленного, который сообщил ценные сведения. Указом Президиума Верховного Совета СССР от 24 марта 1945 года был награждён орденом Славы 1-й степени.
28 августа 1944 года выполнял с отделением боевую задачу по захвату контрольного пленного и овладению населённым пунктом Залуски в Плоньском повяте Мазовецкого воеводства. Бойцы отделения Скопцова, действуя с левого фланга, атаковали позиции противника, вынудив того в панике отойти на рубежи у деревни. Отделение преследовало противника и с боем ворвалось в деревню В этом бою были ранены командиры взводов, и он принял на себя общее командование. Разведывательная партия заняла круговую оборону, удерживала её до подхода основных сил, отбила 2 контратаки противника, предпринятые им при поддержке танков. Было уничтожено 17 солдат противника и 2 пулемёта. Приказом по 120-й гвардейской стрелковой дивизии от 15 ноября 1944 года он был награждён орденом Красного Знамени.
В звании старшины был демобилизован в марте 1947 года. Вернулся на родину, работал конюхом, затем бригадиром коневодческой бригады.
В 1985 году в ознаменование 40-летия Победы он был награждён орденом Отечественной войны 1-й степени.
Скончался 12 августа 1989 года.

## Память
- Похоронен в селе Донское.